# Rodolfo Orlandini
Pour les articles homonymes, voir Orlandini.
Rodolfo Orlando Orlandini, né le 1er janvier 1905 à Buenos Aires et mort le 24 décembre 1990 dans la même ville, était un footballeur argentin qui évolua principalement au poste de défenseur. Il fut également milieu de terrain.

## Biographie
International argentin à dix reprises, Orlandini participe à la Copa América 1929 (vainqueur) et à la Coupe du monde 1930 (finaliste). Il signe ensuite pour l'Europe et le Genoa et achève sa carrière en France à Nice en deuxième division.